# ویلیام کریستوفر
ویلیام کریستوفر (انگلیسی: William Christopher؛ زادهٔ ۲۰ اکتبر ۱۹۳۲ - درگذشته ۳۱ دسامبر ۲۰۱۶) هنرپیشه اهل ایالات متحده آمریکا بود. او بیشتر به خاطر نقش آفرینی در سریال تلویزیونی مش (M*A*S*H) و همچنین ایفای نقش کارآگاه لستر در سریال گومر پایل، یو.اس.ام.سی. شناخته می‌شود.
وی از سال ۱۹۶۵ میلادی تا اواخر زندگی خود به حرفه هنرپیشگی مشغول بود و در تاریخ ۳۱ دسامبر ۲۰۱۶ پس از چند سال درگیری با بیماری سرطان ریه چشم از دنیا فروبست.